# Winter
Đây là một tên người Triều Tiên, họ là Kim.
Kim Min-jeong (tiếng Hàn: 김민정; Hanja: 金旼炡; Hán-Việt: Kim Mẫn Đình; sinh ngày 1 tháng 1 năm 2001), thường được biết đến với nghệ danh Winter, là một nữ ca sĩ kiêm vũ công người Hàn Quốc. Cô được biết đến là thành viên của nhóm nhạc nữ Hàn Quốc aespa do SM Entertainment thành lập và quản lý, đồng thời còn là thành viên của siêu nhóm nhạc nữ Got the Beat.

## Tiểu sử
Kim Min-jeong sinh ngày 1 tháng 1 năm 2001, tại Nampo-dong, Busan, Hàn Quốc, nhưng cô đã trải qua  thời thơ ấu và lớn tại Yangsan, Gyeongsangnam. Cô sinh ra trong một gia đình quân nhân với ba, anh trai và một số người thân đều có tên trong quân đội. Do đó, ban đầu cô mơ ước được trở thành một người lính.
Cô theo học tại trường trung học Yangsan Samsung và là một học sinh siêng năng, học giỏi toán nâng cao và được rất nhiều bạn bè yêu mến, nhờ đó cô được bầu làm Phó chủ tịch hội học sinh. Winter học chơi qua rất nhiều nhạc cụ, chẳng hạn như piano và guitar, cô cũng chơi nhiều môn thể thao khác nhau như bowling, kendo, đấu kiếm, bóng rổ và cầu lông. Cô còn tham gia cả câu lạc bộ khiêu vũ của trường. Cô theo học tại trường trung học nữ sinh Yangsan cho đến khi được một nhà tuyển chọn tài năng của SM phát hiện lúc đang biểu diễn tại lễ hội khiêu vũ ở trường vào năm 2016. Trước khi được tuyển chọn, cô chưa bao giờ chia sẻ nguyện vọng muốn trở thành ca sĩ với ba mẹ, họ đã rất ngạc nhiên trước quyết định đi thử giọng của cô. Cô chia sẻ rằng trong buổi thử giọng, cô phải hát hơn ba đến bốn tiếng đồng hồ. Cô được nhận và phải quản lại việc học cấp ba để bắt đầu đào tạo tại SM Entertainment. Sau đó cô tham gia kỳ thi GED và đã thành công đậu kỳ thi.
Winter được đào tạo giọng hát bởi các huấn luyện viên thanh nhạc nội bộ của SM Entertainment, bao gồm Yoo Young-jin, người từng là nhà sản xuất lâu năm của công ty trước khi ông chia tay công ty vào năm 2023. Cô cũng là học trò của Waackxxxy, một vũ công người Hàn Quốc chuyên về waacking.

## Sự nghiệp

### 2020–nay: Ra mắt cùng Aespa, GOT The Beat và các hoạt động solo
Winter được đào tạo trong bốn năm và vào năm 2020, cô được công bố là thành viên đầu tiên của Aespa, nhóm nhạc với concept metaverse trực thuộc SM Entertainment và là nhóm nhạc nữ đầu tiên công ty cho ra mắt từ sau Red Velvet vào năm 2014. Nhóm ra mắt với đĩa đơn "Black Mamba" vào ngày 17 tháng 11. Ngày 6 tháng 12, để tri ân tiền bối cùng công ty BoA, nhân kỷ niệm 20 năm ra mắt của cô ấy, Winter đã có màn trình diễn bản cover ca khúc "ID; Peace B" tại Mnet Asian Music Awards 2020.
Ngày 4 tháng 11, SM Entertainment thông báo aespa sẽ phát hành phiên bản làm lại (remake) của ca khúc "Dreams Come True" dựa trên bản gốc của nhóm nhạc tiền bối S.E.S. kết hợp với sự chỉ đạo sản xuất của giám đốc điều hành BoA.
Năm 2022, SM Entertainment đã cho thành lập một siêu nhóm gồm các nghệ sĩ nữ của họ để đối trọng với siêu nhóm nam, SuperM. Nhóm nhỏ đầu tiên của dự án Girls On Top, Got the Beat, sẽ có 7 thành viên: Winter và thành viên cùng nhóm Karina, Taeyeon và Hyoyeon của Girls' Generation, Wendy và Seulgi của Red Velvet và BoA. Nhóm ra mắt vào ngày đầu năm mới tại SM Town Live Concert 2022 với đĩa đơn "Step Back" được phát hành chính thức vào ngày 3 tháng 1. Sau khi trình diễn sân khấu đầu tiên tại M! Countdown, fancam cá nhân của cô trong ca khúc "Step Back" đã được lan truyền nhanh chóng và trở thành fancam của nữ thần tượng đạt được 10 triệu lượt xem nhanh nhất trong lịch sử, chỉ sau 25 ngày. Cùng năm đó, cô phát hành một ca khúc song ca với thành viên cùng nhóm Ningning mang tên "Once Again" nhạc nền chính thức của bộ phim truyền hình Hàn Quốc Blues nơi đảo xanh. Bài hát đứng ở vị trí 119 trên Gaon Digital Chart. Tháng 12, cô góp giọng trong hai ca khúc của Winter SM Town 2022: SMCU Palace, "Jet" và "Priority", với sự tham gia của những đồng nghiệp cùng công ty.
Năm 2023, cô phát hành ca khúc hợp tác với Yesung của Super Junior có tên "Floral Sense" năm trong album phòng thu thứ hai của anh ấy, Sensory Flows. Bài hát và video âm nhạc có sự góp mặt của Winter được phát hành vào ngày 27 tháng 2. Nhiều tháng sau, Winter cùng với Im Si-wan được bổ nhiệm làm đại sứ của Giải vô địch bóng bàn thế giới 2024 được tổ chức tại Busan, quê hương của cả hai ca sĩ. Để quảng bá cho sự kiện, Winter và Im Si-wan đã phát hành ca khúc "Win For You" vào ngày 21 tháng 9, bài hát chủ đề chính thức của giải đấu. Tháng 11, cô phát hành một bài hát hợp tác cùng Soyeon của (G)I-dle và Liz của Ive với tựa đề "Nobody", được phát hành vào ngày 16 tháng 11. Cùng tháng, cô được công bố sẽ tham gia góp giọng cho nhạc phim chính thức của bộ phim truyền hình Hàn Quốc Diva của đảo hoang và ca khúc "Voyage" sẽ được phát hành vào ngày 19 tháng 11. Winter cũng được tiết lộ sẽ tham gia vào đội hình sản xuất nhạc phim chính thức của bộ phim truyền hình Hàn Quốc Chàng quỷ của tôi và ca khúc "With You" sẽ được phát hành vào ngày 8 tháng 12.
Ngày 14 tháng 3 năm 2024, có thông báo rằng Winter sẽ hợp tác cùng Bang Yedam trong đĩa đơn mới "Official Cool", được phát hành vào ngày 2 tháng 4.

## Hoạt động khác

### Quảng bá thương hiệu
Ngày 13 tháng 10 năm 2023, Winter trở thành đại sứ thương hiệu của thương hiệu mỹ phẩm và chăm sóc da Hàn Quốc Mamonde. Tháng 11, cô chính thức trở thành gương mặt đại diện của Polo Ralph Lauren tại Hàn Quốc. Cô sẽ đóng vai trò quan trọng trong nhiều hoạt động, đại diện cho Polo Ralph Lauren với tư cách là biểu tượng thời trang. Một tháng sau, có thông báo rằng cô sẽ là đại sứ của thương hiệu mỹ phẩm Hàn Quốc Espoir, một thương hiệu khác thuộc sở hữu của Tập đoàn Amorepacific sau Mamonde, và cuối cùng là trở thành đại sứ toàn cầu của hãng. Ngày 1 tháng 4 năm 2024, Winter trở thành người mẫu mới cho thương hiệu nước uống Toreta của Hàn Quốc.

## Đời tư
Gia đình cô xuất thân từ gia tộc Kim Gimhae, thế hệ thứ 22 của nhánh Samhyeonpa, và theo đạo Phật, mặc dù cô đã tuyên bố rằng bản thân không đặc biệt đi theo một tôn giáo nào. Thời điểm aespa quảng bá ca khúc "Girls", nữ ca sĩ đã phải tiêm thuốc tĩnh mạch để biểu diễn cùng nhóm. Cô cũng vắng mặt trong một vài hoạt động của aespa với lý do sức khỏe. Ngày 12 tháng 4 năm 2024, SM xác nhận rằng Winter đã phải phẫu thuật sau khi bị tràn khí màng phổi.

## Danh sách đĩa nhạc
Hợp tác
| Tên                                                                                           | Năm  | Thứ hạng cao nhất | Album                            |
| Tên                                                                                           | Năm  | KOR Down.         | Album                            |
| --------------------------------------------------------------------------------------------- | ---- | ----------------- | -------------------------------- |
| "Jet"                                                                                         | 2022 | 108               | 2022 Winter SM Town: SMCU Palace |
| "Priority"                                                                                    | 2022 | 57                | 2022 Winter SM Town: SMCU Palace |
| "Floral Sense" (cùng Yesung)                                                                  | 2023 | 62                | Floral Sense                     |
| "Win for You" (cùng Im Si-wan)                                                                | 2023 | 185               | Đĩa đơn không nằm trong album    |
| "Nobody" (cùng Soyeon ((G)I-dle) và Liz (Ive))                                                | 2023 | 11                | Đĩa đơn không nằm trong album    |
| "Officially Cool" (cùng Bang Yedam)                                                           | 2024 | 39                | Đĩa đơn không nằm trong album    |
| "—" biểu thị các bản phát hành không có bảng xếp hạng hoặc không được phát hành ở khu vực đó. |      |                   |                                  |

Nhạc phim
| Tên                                                                                           | Năm  | Thứ hạng cao nhất | Album             |
| Tên                                                                                           | Năm  | KOR               | Album             |
| --------------------------------------------------------------------------------------------- | ---- | ----------------- | ----------------- |
| "Once Again" (cùng Ningning)                                                                  | 2022 | 119               | Our Blues OST     |
| "Voyage" (항해)                                                                               | 2023 | 130               | Castaway Diva OST |
| "With You"                                                                                    | 2023 | —                 | My Demon OST      |
| "—" biểu thị các bản phát hành không có bảng xếp hạng hoặc không được phát hành ở khu vực đó. |      |                   |                   |

## Danh sách phim

### Video âm nhạc
| Tên                                            | Năm     | Đạo diễn   | Ng.     |
| Hợp tác                                        | Hợp tác | Hợp tác    | Hợp tác |
| ---------------------------------------------- | ------- | ---------- | ------- |
| "Nobody" (cùng Soyeon ((G)I-dle) và Liz (Ive)) | 2023    | Zanybros   | [ 42 ]  |
| "Officially Cool" (cùng Bang Yedam)            | 2024    | Không biết | [ 43 ]  |
| Góp giọng                                      |         |            |         |
| "Floral Sense" (Yesung ft. Winter (Aespa))     | 2023    | Không biết | [ 44 ]  |

### Xuất hiện trong video âm nhạc
| Năm  | Tên           | Ca sĩ  | Ng.    |
| ---- | ------------- | ------ | ------ |
| 2021 | "Free to Fly" | Kangta | [ 45 ] |